# Primaire du Mouvement 5 étoiles de 2017
Une primaire du Mouvement 5 étoiles a lieu en Italie le 21 septembre 2017 afin de désigner le nouveau chef de ce parti politique.

## Principaux candidats
| Photo | Nom | Nom                   | Carrière                                                                                                 |
| ----- | --- | --------------------- | --- |
|       |     | Luigi Di Maio (1986-) | - Vice-président de la Chambre des députés (2013-2018) - Député de la République italienne (depuis 2013) |
|       |     | Elena Fattori (1966-) | - Sénatrice de la République italienne (depuis 2013)                                                     |

## Candidats mineurs
| Nom | Nom                         | Carrière                                   |
| --- | --------------------------- | ------------------------------------------ |
|     | Vincenzo Cicchetti          | - Conseiller municipal de Rimini           |
|     | Andrea Davide Frallicciardi | - Conseiller municipal de Figline Valdarno |
|     | Domenico Ispirato           | - Conseiller municipal de Vérone           |
|     | Gianmarco Novi              | - Conseiller municipal de Monza            |
|     | Nadia Piseddu               | - Conseiller municipal de Vignola          |
|     | Marco Zordan                | - Conseiller municipal de Sarego           |

## Résultats
| Candidats | Candidats                   | Voix   | %     |
| --------- | --------------------------- | ------ | ----- |
|           | Luigi Di Maio               | 30 936 | 82,62 |
|           | Elena Fattori               | 3 596  | 9,60  |
|           | Nadia Piseddu               | 1 410  | 3,77  |
|           | Gianmarco Novi              | 543    | 1,45  |
|           | Marco Zordan                | 373    | 1,00  |
|           | Vincenzo Cicchetti          | 274    | 0,73  |
|           | Andrea Davide Frallicciardi | 168    | 0,45  |
|           | Domenico Ispirato           | 102    | 0,27  |
|           |                             |        |       |
| Total     | Total                       | 37 442 | 100   |